# Sporting Club Bettembourg (féminines)
Le Sporting Club Bettembourg est un club de football situé à Bettembourg au Luxembourg fondé en 2012. C'est la section féminine du Sporting Club Bettembourg.

## Histoire
En 2012, le Sporting Club Bettembourg crée sa section féminine. Inscrit en D3, l'équipe monte en D2 après une saison et en D1 après deux saisons. 
En 2015 et En 2016, les Bettembourgeoises terminent à la 2e place du championnat. 
Mai 2017, le Sporting Club Bettembourg fête son 1er titre de champion.

## Palmarès
- Champion du Luxembourg (2) : 2017, 2019
- Finaliste Coupe du Luxembourg (1) : 2016
- Champion du Luxembourg Futsal (2) : 2017, 2018